# Palaquium tenuipetiolatum
Palaquium tenuipetiolatum är en tvåhjärtbladig växtart som beskrevs av Elmer Drew Merrill. Palaquium tenuipetiolatum ingår i släktet Palaquium och familjen Sapotaceae. Inga underarter finns listade i Catalogue of Life.